# キンディオ川
キンディオ川（キンディオがわ、スペイン語: Río Quindío）は、コロンビアを流れる長さ約69キロメートルの河川である。流域面積は691平方キロメートル。水源はロス・ネバードス国立公園内にあり、マラベレス渓谷でバラガン川と合流し、ビエハ川となる。